# Brian Bonsall
Brian Eric Bonsall (Torrance, 3 dicembre 1981) è un attore statunitense. È noto principalmente per aver interpretato il personaggio di Andrew "Andy" Keaton nella serie televisive Casa Keaton e il klingon Alexander Rozhenko, figlio di Worf, nella serie televisiva di fantascienza Star Trek: The Next Generation.

## Biografia
Nato in California, è conosciuto per la sua attività di attore bambino in diverse serie televisive e film tra gli anni ottanta e novanta. Tra il 1986 e il 1989 è co-protagonista in 75 episodi della sitcom Casa Keaton, dove interpreta il ruolo di Andrew "Andy" Keaton. Personaggio poi ripreso anche in un episodio di Day by Day e nel film di animazione Buon compleanno Topolino!. Il ruolo gli vale tre Young Artist Award tra il 1988 e il 1990.
Dal 1992 al 1994 interpreta il piccolo klingon Alexander Rozhenko, figlio di Worf e K'Ehleyr, in Star Trek: The Next Generation, seconda serie televisiva live action del franchise Star Trek. Nel 1992 interpreta nel ruolo di Mikey, il bambino-killer nell'omonimo film horror Mikey, diretto da Dennis Dimster. L'anno seguente prende parte a Famiglia in fuga al fianco di Patrick Swayze e Halle Berry.  Nel 1994 è protagonista del film Ho trovato un milione di dollari, diretto da Rupert Wainwright. Nel 1995 si ritira dal mondo della recitazione, trasferendosi con la famiglia in Colorado. 
A partire da fine anni novanta, si dedica alla carriera musicale, entrando a far parte del gruppo punk statunitense Sunset Silhouette, scrivendo brani musicali o suonando la chitarra in altri gruppi rock quali The Late Bloomers, Thruster, The Light On Adam's Stereo, Bootjack & Bonz, Lowjob, Nerd Table e Teenage Bottlerocket.
Ritorna sul grande schermo nel 2022, con il film diretto da James Balsamo, You're Melting!, dopo aver interpretato il cortometraggio diretto da Mel Haynes Jr., Slaughsages, nel 2018.

## Filmografia

### Attore

#### Cinema
- Mikey, regia di Dennis Dimster (1992)
- Parenti lontani (Distant Cousins), regia di Andrew Lane (1993)
- Famiglia in fuga (Father Hood), regia di Darrell Roodt (1993)
- Ho trovato un milione di dollari (Blank Check), regia di Rupert Wainwright (1994)
- Slaughsages, regia di Mel Haynes Jr. - cortometraggio (2018)
- You're Melting!, regia di James Balsamo (2022)

#### Televisione
- Casa Keaton (Family Ties) - serie TV, 75 episodi (1986-1989) - Andrew Keaton
- L'ultima estate del mio bambino (Go Toward the Light), regia di Mike Robe - film TV (1988)
- Day by Day - serie TV, episodio 2x03 (1988) - Andrew Keaton
- Piccoli segreti (Do You Know the Muffin Man?), regia di Gilbert Cates - film TV (1989)
- Booker - serie TV, episodio 1x08 (1989)
- Mother Goose Rock 'n' Rhyme, regia di Jeff Stein - film TV (1990)
- Giorno e notte con l'assassino (Angel of Death), regia di Bill Norton - film TV (1990)
- Married People - serie TV, episodio 1x14 (1990)
- I ragazzi della prateria (The Young Riders) - serie TV, episodio 2x17 (1991)
- Ai confini dell'aldilà (Shades of LA) - serie TV, episodi 1x19-1x20 (1991)
- False Arrest, regia di Bill Norton - film TV (1991)
- On The Television - serie TV, episodio 2x08 (1991)
- Parker Lewis (Parker Lewis Can't Lose) - serie TV, episodio 2x17 (1992)
- Star Trek: The Next Generation - serie TV, 7 episodi (1992-1994) - Alexander Rozhenko
- Father and Scout, regia di Richard Michaels - film TV (1994)
- Heaven Help Us - serie TV, episodio 1x10 (1994)
- Lily in Winter, regia di Delbert Mann - film TV (1994)

### Doppiatore

#### Cinema
- Buon compleanno Topolino! (Mickey's 60th Birthday), regia di Scott Garen (1988) - Andrew Keaton

## Discografia

### Solista

#### Partecipazioni
- 1999 - The Late Bloomers This One's For Dick
- 2004 - Thruster Glue This In Your Stereo
- 2007 - The Light On Adam's Stereo Colorado Skies
- 2015 - Bootjack & Bonz Vultures Acoustic
- 2016 - Lowjob We Share
- 2018 - Nerd Table Nerd Table vs. Galactic Turkey
- 2023 - Teenage Bottlerocket So Dumb

### Con i Sunset Silhouette

#### EP
- 2018 - Detour
- 2019 - Far Beyond Suburbia

#### Partecipazioni
- 2019 - AA.VV. Snowsurfers And Skaterockers, Vol. 2, con il brano What In The World

## Doppiatori italiani
Nelle versioni in italiano delle opere in cui ha recitato, Brian Bonsall è stato doppiato da: 
- Federica De Bortoli in Casa Keaton[2]
- Ilaria Stagni in Star Trek: The Next Generation[3]

## Riconoscimenti
- Young Artist Award
  - 1988 - Miglior giovane attore sotto i dieci anni in televisione o al cinema per Casa Keaton
  - 1989 - Miglior giovane attore sotto i nove anni per Casa Keaton
  - 1990 - Miglior interpretazione di un attore sotto i nove anni per Casa Keaton
  - 1990 - Candidatura al miglior giovane attore protagonista in un Film TV, Miniserie, Special o Pilot per Piccoli segreti